# Grup fosfat

Estructura química de l'anió fosfat.

El grup fosfat és un ió poliatòmic de fórmula empírica PO₄3− i una massa molecular de 94,97 daltons; està compost per un àtom central de fòsfor envoltat per quatre àtoms idèntics d'oxigen en disposició tetraèdrica. L'ió fosfat té una càrrega formal negativa i és la base conjugada de l'ió hidrogenofosfat HPO₄2−, que al seu torn és la base conjugada de l'ió dihidrogen fosfat H₂PO₄−, al seu torn base conjugada de l'àcid fosfòric H₃PO₄. És una molècula polivalent (l'àtom de fòsfor té 10 electrons en la seva capa de valència). El fosfat és també un compost organofosforat amb fórmula OP(OR)₃
Una sal de fosfat es forma quan un ió carregat positivament s'uneix als àtoms amb càrrega negativa de l'ió, formant un enllaç iònic. Molts fosfats són insolubles en aigua en condicions normals de pressió i temperatura, excepte les sals de metalls alcalins.
En dissolució aquosa, el fosfat existix en quatre formes. En condicions de pH molt bàsic predomina l'ió fosfat (PO₄3−), mentre que en situacions de basicitat intermèdia es troba en ió fosfat d'hidrògen (HPO₄2−). En condicions d'acidesa baixa, l'ió dihidrogen fosfat (H₂PO₄−). A més gran acidesa, es presenta en àcid fosfòric (H₃PO₄).

## Importància biològica

Grup fosfat (vermell) formant un enllaç fosfodièster (fletxes) en un fosfolípid.

El grup fosfat és un dels grups funcionals més importants per a la vida. Es troba en els nucleòtids, tant en els que formen part dels àcids nucleics (ADN i ARN), com els que intervenen el transport d'energia química (ATP). També hi és en els fosfolípids. Tant en els àcids nucleics com en els fosfolípids, el grup fosfat forma enllaços fosfodièster.